# Daryl Mitchell (Cricketspieler, 1991)
Daryl Joseph Mitchell (* 20. Mai 1991 in Hamilton, Neuseeland) ist ein neuseeländischer Cricketspieler, der seit 2019 für die neuseeländische Nationalmannschaft spielt.

## Kindheit und Ausbildung
Mitchell ist Sohn des Rugby-Union-Spielers und -Trainers John Mitchell.

## Aktive Karriere
Sei First-Class-Debüt gab Mitchell in der Saison 2011/12 für die Northern Districts. Nach guten Leistungen im nationalen Cricket wurde er zunächst in die A-Mannschaft berufen und später dann für die Nationalmannschaft berufen. Sein Debüt für das Nationalteam gab er in der Twenty20-Serie bei der Tour gegen Indien. Im November 2019 gab er gegen England sein Test-Debüt und konnte dabei ein Half-Century über 73 Runs erreichen. Bei der Tour gegen Pakistan im Januar 2021 konnte er mit 102 Runs aus 112 Bällen sein erstes Test-Century erzielen. Im März 2021 gab er gegen Bangladesch sein Debüt im ODI-Cricket und konnte im dritten Spiel der Serie ein Century über 100* Runs aus 92 Bällen erreichen. Im Mai 2021 erhielt er seinen ersten zentralen Vertrag mit dem neuseeländischen Verband.
Seine erste Weltmeisterschaft absolvierte er beim ICC Men’s T20 World Cup 2021. Dort konnte er im Halbfinale gegen England mit einem Half-Century über 72* Runs den Finaleinzug sichern und wurde als Spieler des Spiels ausgezeichnet. Weitere Test-Half-Centuries erzielte er in der Saison 2021/22 bei den Touren in Indien (60 Runs) und gegen Südafrika (60 Runs). Für die Indian Premier League 2022 wurde er im Draft für ca. 90.000 € durch die Rajasthan Royals gedraftet. Im Juni 2022 bei der Tour in England erreichte er dann ein weiteres Test-Century über 108 Runs aus 203 Bällen, was jedoch nicht zum Sieg reichte.